# .xyz
.xyz là tên miền cấp cao nhất được đề xuất trong Chương trình tên miền cấp cao nhất dùng chung Mới (viết tắt là gTLD) của ICANN và được cung cấp cho công chúng vào ngày 2 tháng 6 năm 2014. XYZ.com và CentralNic là các nhà điều hành đăng ký của tên miền này.

## Tiếp nhận
Vào tháng 11 năm 2015,.xyz đạt 1,5 triệu lượt đăng ký, có thể được thúc đẩy một phần bởi Google sử dụng tên miền abc.xyz cho trang web của công ty mẹ (Alphabet Inc.), là một trong những tập đoàn lớn đầu tiên sử dụng đuôi tên miền này. Tuy nhiên, VeriSign đã phản ánh rằng nhà đăng ký Network Solutions đã miễn phí hàng trăm nghìn đuôi tên miền này bằng cách đưa chúng vào tài khoản khách hàng mặc dù họ không chọn đăng ký.
Tính đến tháng 1 năm 2016,.xyz là tên miền được đăng ký nhiều thứ sáu trên Internet. Tính đến tháng 6 năm 2016,.xyz là tên miền cấp cao nhất toàn cầu (gTLD) được đăng ký nhiều thứ tư trên Internet, sau.com,.net và.org.

## 1.111 tỷ tên miền.xyz
Vào ngày 1 tháng 6 năm 2017,.xyz đã ra mắt chương trình phân loại lại 1.111 tỷ tên miền.xyz giá rẻ có giá 0,99 đô la mỗi năm và được gia hạn với cùng mức giá. Chúng được kết hợp chuỗi ký tự gồm 6 chữ số, 7 chữ số, 8 chữ số và 9 chữ số từ 000000.xyz đến 999999999.xyz. Giám đốc điều hành Daniel Negari của. XYZ nói rằng việc đó là để mang lại sự cạnh tranh, lựa chọn và đổi mới cho thị trường.
 